# Rhaphuma conformis
Rhaphuma conformis är en skalbaggsart som först beskrevs av Charles Joseph Gahan 1906.  Rhaphuma conformis ingår i släktet Rhaphuma och familjen långhorningar. Inga underarter finns listade i Catalogue of Life.